# John Heard
John Heard, född 7 mars 1946 i Washington, D.C., död 21 juli 2017 i Palo Alto i Kalifornien, var en amerikansk skådespelare. Heard var känd för bland annat rollen som Peter McCallister i Ensam hemma (1990) och Ensam hemma 2 – vilse i New York (1992). Han hade även framträdande roller i filmer som Heart Beat (1980), Cutter's Way (1981), Cat People (1982), En natt i New York (1985), Big (1988), Stränder (1988), Uppvaknanden (1990), Natten med Rose (1991), Pelikanfallet (1993), My Fellow Americans (1996), Snake Eyes (1998) och Animal Factory (2000). Heard medverkade också i många TV-serier och nominerades till en Emmy Award år 1999 för sin gästroll i TV-serien Sopranos.
1979 gifte sig Heard med Margot Kidder men skilde sig efter sex dagar. Med Melissa Leo har han sonen John Matthew Heard (född 1987).

## Filmografi i urval
- 1979 – Chilly Scenes of Winter
- 1980 – Heart Beat
- 1981 – Cutter's Way
- 1982 – Cat People
- 1985 – En natt i New York
- 1985 – Alfred Hitchcock presenterar (TV-serie)
- 1986 – Miami Vice (TV-serie)
- 1988 – Big
- 1988 – Det sjunde tecknet
- 1988 – Stränder
- 1990 – Ensam hemma
- 1990 – Uppvaknanden
- 1991 – Tills döden skiljer oss åt
- 1991 – Natten med Rose
- 1992 – Ensam hemma 2 - vilse i New York
- 1993 – I skottlinjen
- 1993 – Pelikanfallet
- 1994-1999 - I lagens namn (TV-serie) (2 avs.)
- 1995-1996 - Klienten (TV-serie)
- 1996 – My Fellow Americans
- 1998 – Desert Blue
- 1998 – Snake Eyes
- 1999-2004 - Sopranos (TV-serie)
- 2000 – Animal Factory
- 2000 – The Boys of Sunset Ridge
- 2000 – Pollock
- 2001 – Dying on the Edge
- 2001 – Law & Order: Criminal Intent (TV-serie)
- 2002 – Law & Order: Special Victims Unit (TV-serie)
- 2003-2005 - CSI: Miami (TV-serie)
- 2004 – White Chicks
- 2005 – Numb3rs (TV-serie)
- 2005-2006 - Prison Break (TV-serie)
- 2005 – The Chumscrubber
- 2005 – Edison
- 2006 – The Guardian
- 2006 – Battlestar Galactica (TV-serie)
- 2007 – Great Debaters
- 2007-2010 - Entourage (TV-serie)
- 2014 – CSI: Crime Scene Investigation (TV-serie)
- 2014 – Modern Family (TV-serie)
- 2014 – NCIS: Los Angeles (TV-serie)
- 2015 – The Lizzie Borden Chronicles (TV-serie)
- 2016 – Elementary (TV-serie)